# Canned Heat '70 Concert Live in Europe
Albums
Vintage
(1970) Hooker 'n Heat
(1971)
Canned Heat '70 Concert Live in Europe est le premier album live du groupe de blues rock américain Canned Heat, sorti en 1970. Les chansons sont issues de divers concerts de leur tournée européenne, juste avant la mort d'Alan Wilson. 

## Liste des pistes
1. That's All Right Mama (Arthur "Big Boy" Crudup) – 9:02
2. Bring It on Home (Willie Dixon) – 6:18
3. Pulling Hair Blues (Alan Wilson, Samuel L. Taylor) – 9:20
4. Medley: Back Out on the Road (Robert Hite, Jr.) / On the Road Again (Floyd Jones, Alan Wilson, Tommy Johnson) – 6:00
5. London Blues (Alan Wilson) – 7:53
6. Let's Work Together (Wilbert Harrison) – 4:50
7. Goodbye for Now (Adolfo de la Parra, Harvey Mandel) – 3:25

## Personnel
Canned Heat
- Bob Hite – chant
- Alan Wilson – guitare slide, chant, harmonica
- Harvey Mandel – guitare
- Larry Taylor – basse
- Fito de la Parra – batterie

Production
- Skip Taylor – ami, producteur et manager
- Canned heat – producteur